# Anlage Süd

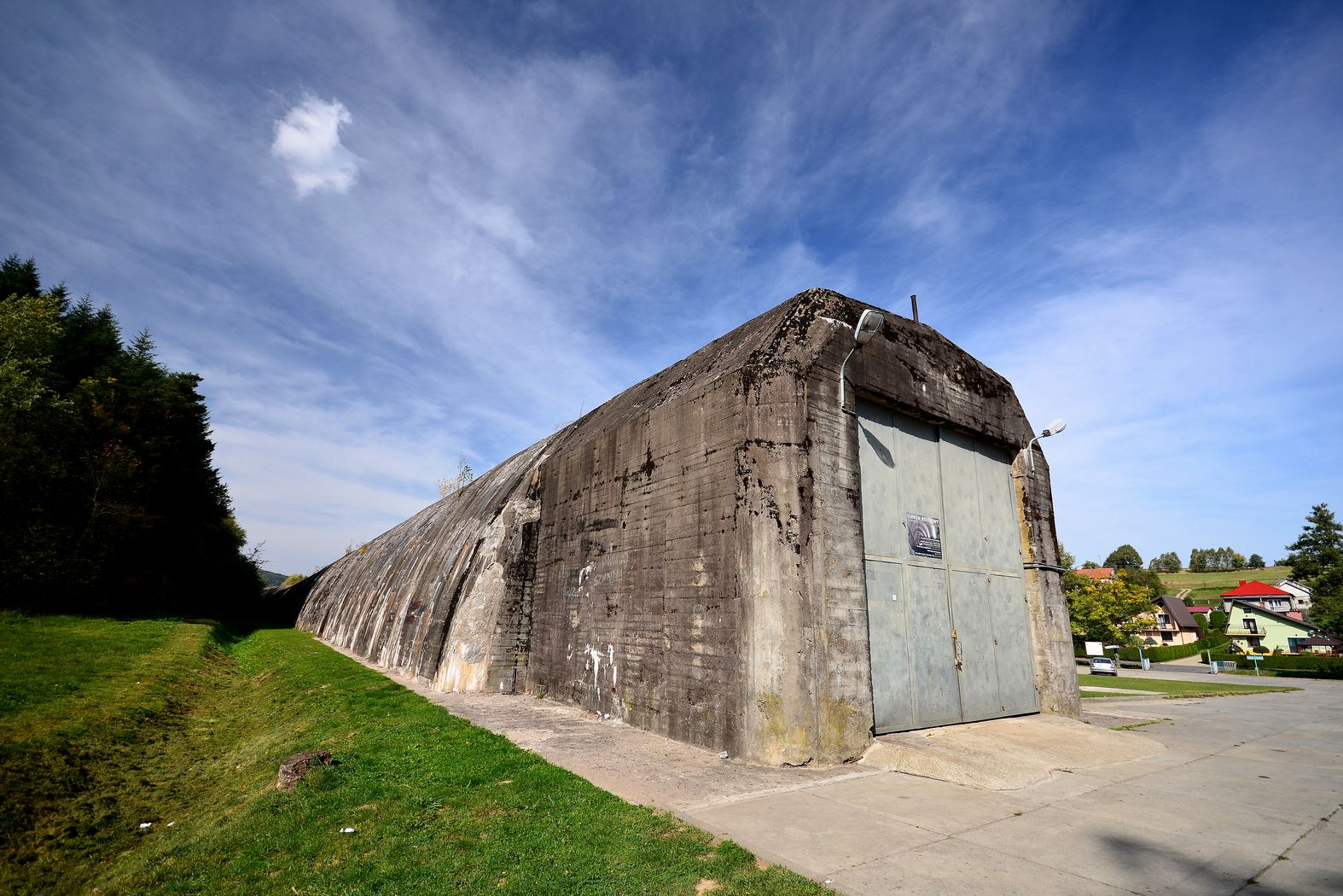
I resti del bunker ferroviario a Stępina, parte dellAnlage Süd, nel luglio 2011

Anlage Süd (traducibile in italiano "installazione sud", ma anche noto come Askania Süd) furono alcuni bunker fortificati contenenti binari ferroviari costruiti per volontà di Adolf Hitler nella parte occupata dalla Germania nazista nel Governatorato Generale della Polonia meridionale durante la seconda guerra mondiale.
Essi erano anche in grado far stazionare treni corazzati, in tedesco Panzerzug, come il Führersonderzug.

## Descrizione

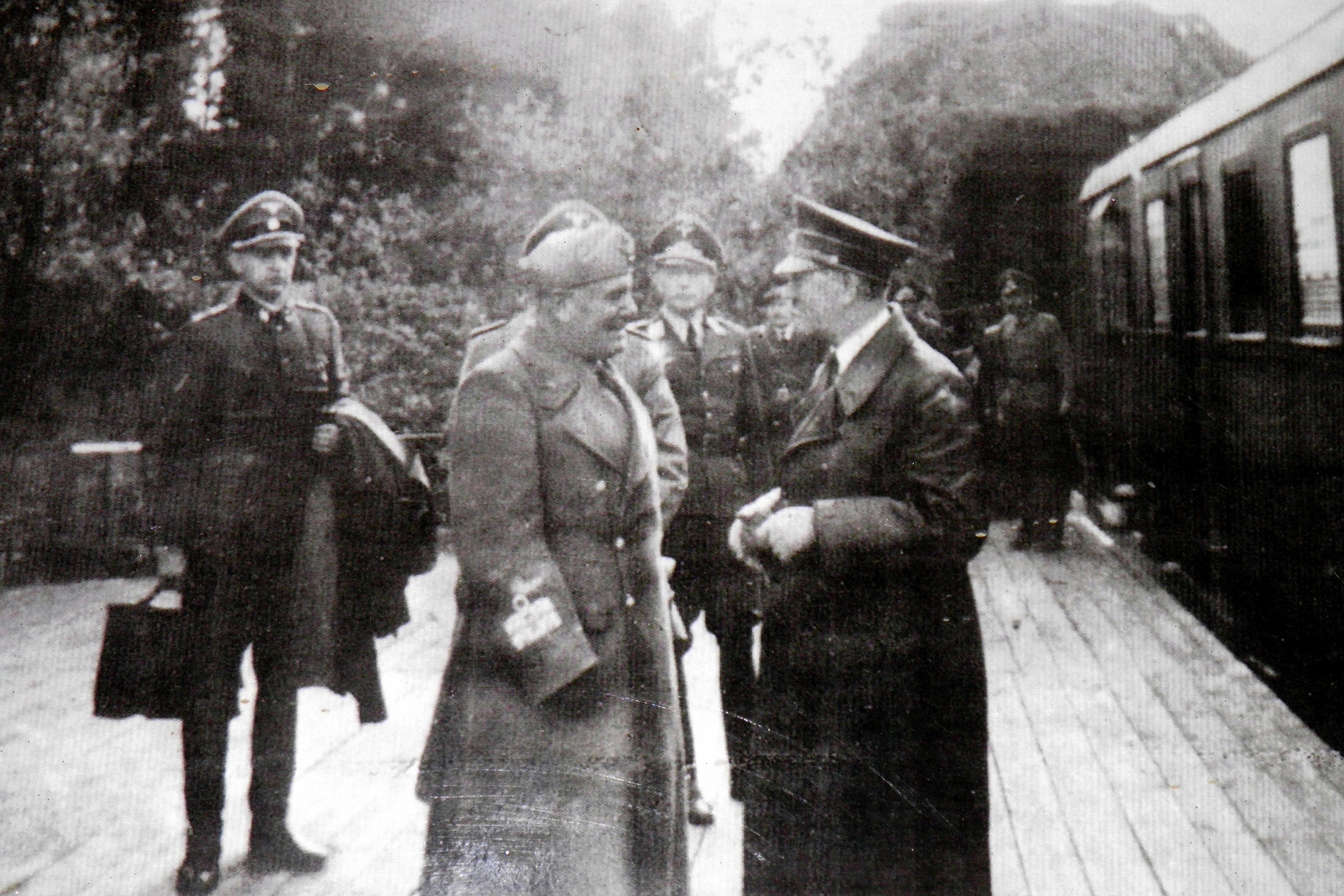
L'incontro tra Adolf Hitler e Benito Mussolini presso Stępina il 27 agosto 1941

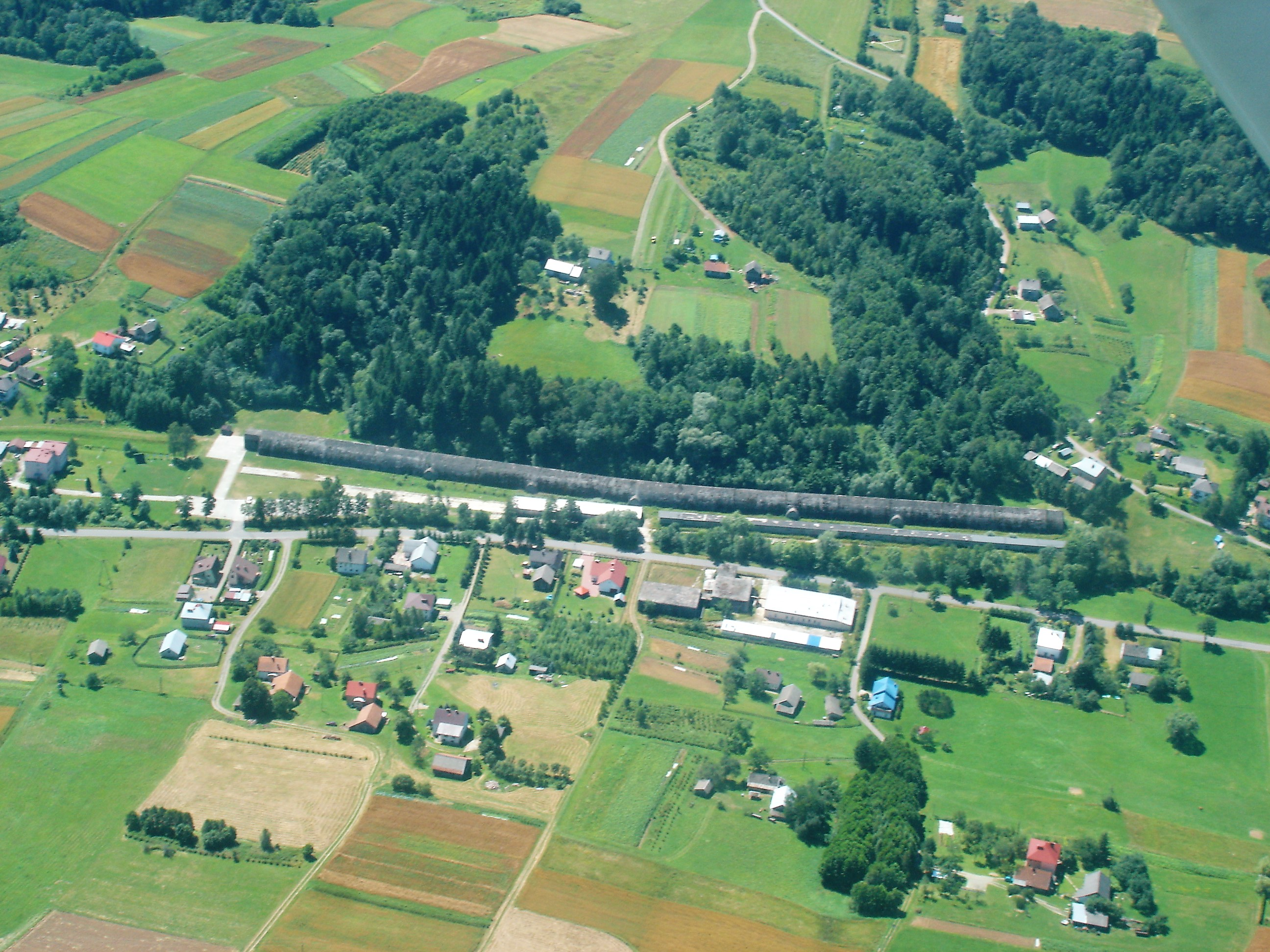
Anlage Süd a Stępina

Il complesso consiste di due gallerie fortificate costruite vicino alla linea ferroviaria tra Rzeszów e Jasło:
- il primo bunker rinforzato per ospitare un treno (con adiacente una sala conferenze fortificata) era situato nel villaggio di Stępina (45 km a sud-ovest di Rzeszów);[1]
- il secondo era nei pressi della città di Strzyżów (30 km a sud-ovest di Rzeszów).[2]

Furono inizialmente utilizzati per un incontro di due giorni tra Hitler e l'alleato fascista Benito Mussolini con cui era programmato un incontro tra il 27 e il 28 agosto 1941.

## Bunker
Entrambi i tunnel ferroviari lunghi 480 metri furono costruiti dall'organizzazione Todt che impiegò per la loro costruzione manovalanza polacca proveniente dai vicini campi di concentramento. I rifugi furono costruiti dal 1° ott 1940 e dovevano essere larghi 8,3 metri e alti 12 metri con pareti in cemento armato di 2 metri di spessore.
I tunnel erano circondati da caserme, bunker per il personale e torri di guardia. Altri edifici furono utilizzati per lo studio di nuove operazioni, per l'amministrazione e la loro manutenzione. All'interno di ogni galleria a prova di bomba erano previsti un binario e un marciapiede ferroviario. Per potervi accedere l'intera struttura era protetta da porte blindate con feritoie per i militari posti alla loro difesa. La linea ferroviaria era stata costruita con il preciso scopo di collegare le due galleria con la ferrovia di Rzeszów-Jasło.

## Utilizzo

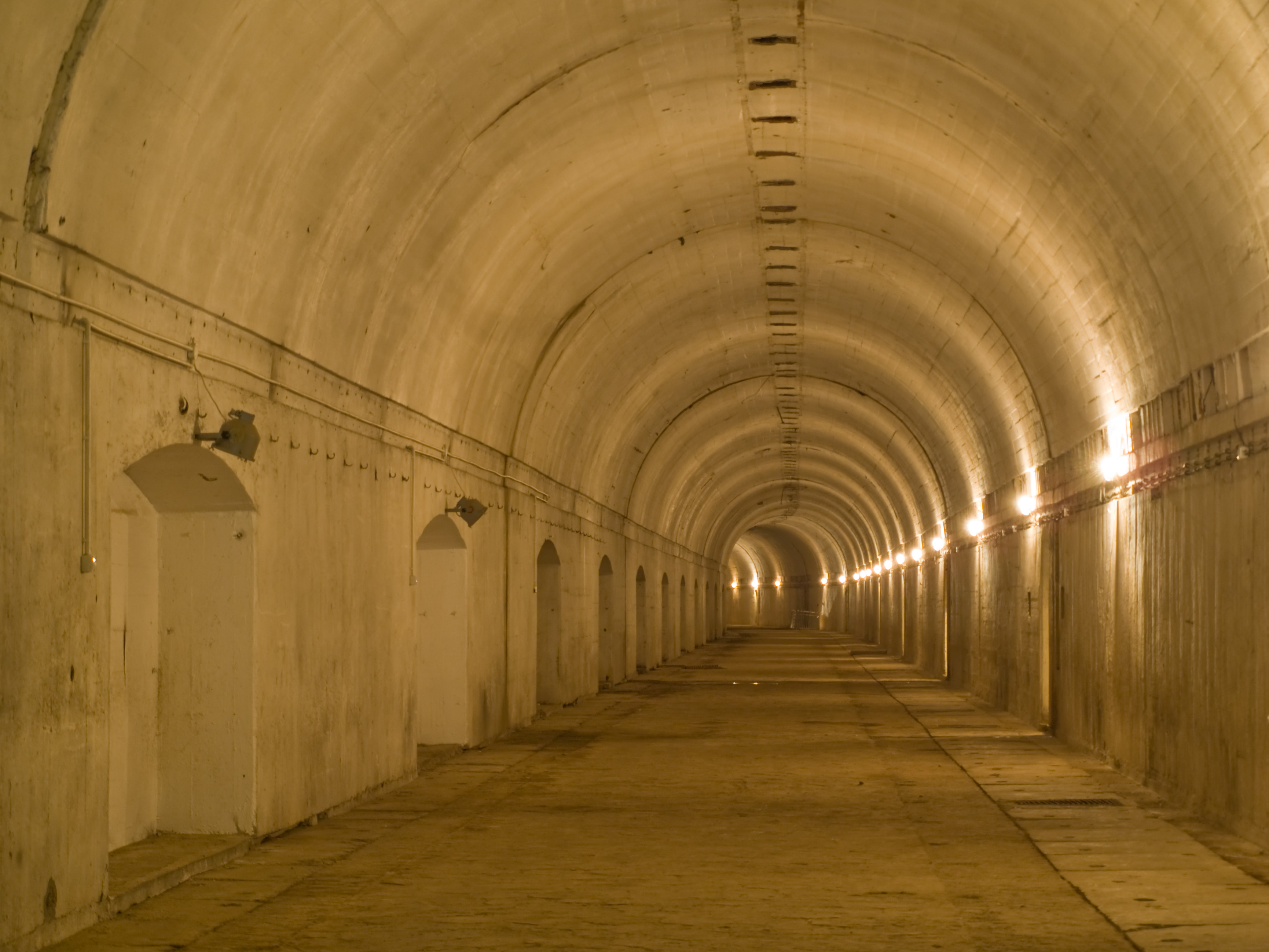
La galleria di Stępina utilizzata per ospitare il treno di Benito Mussolini nell'agosto 1941

Dopo che la sede fu completata nell'estate del 1941, Hitler lo visitò per la prima volta il 27 agosto per un incontro con l'alleato Benito Mussolini. Entrambi i leader arrivarono in treno. Il treno di Hitler (in tedesco Führersonderzug) rimase nel bunker di Strzyżów mentre la motrice e le carrozze di Mussolini rimasero a Stępina. La vera riunione per discutere della guerra sul fronte orientale contro l'Armata Rossa, che durò parecchie ore, fu tenuta a bordo del treno di Hitler, che non ne discese mai. Il giorno dopo, il suo treno fu il primo a partire.
Hitler riutlizzò le due gallerie ferroviarie ancora una volta nell'ottobre del 1941. Altri visitatori che utilizzarono l'imponente struttura dell'Anlage Süd comprendevano il Reichsführer-SS Heinrich Himmler, il Feldmaresciallo Wilhelm Keitel e il Generale Erwin Rommel.
Nell'estate del 1944 le strutture furono abbandonate a causa dell'avanzamento del fronte sovietico. Quando questi ultimi catturarono le due gallerie nell'agosto del 1944 li riutilizzarono come ospedali da campo. Dopo la guerra, il bunker Stępina fu nuovamente riutilizzato per la produzione di funghi. Oggi è sede invece di un museo statale.